# Glasfabriek
Een glasfabriek is een bedrijf dat glas vervaardigt uit ruwe of gerecycleerde materialen. Tegenwoordig wordt glas veelal machinaal in massa gemaakt, waar men het vroeger met de hand fabriceerde.

## Soorten
Met de machinale productie van glasproducten wordt onderscheid gemaakt in drie grote groepen:
- Technisch glas, zoals glasvezel als isolatie en in glasvezelkabel.
- Vlakglas, zoals ruiten in gebouwen en voertuigen.
- Verpakkingsglas of holglas, zoals flessen, bokalen, schalen, drinkglazen en lampen.

## Ingrediënten
De belangrijkste ingrediënten zijn: zilverzand, soda, kalksteen, magnesiumcarbonaat en glasscherven. Verdere toevoegingen kunnen onder meer zijn: tras, trachiet, fonoliet, vloeispaat, mangaan(IV)oxide, basalt en glauberzout.

## Glasmachines
Een glasfabriek gebruikt gespecialiseerde glasmachines. Deze machines hebben een aantal productafhankelijke onderdelen, de zogenaamde glasvormenset. Ze worden gebruikt voor het maken van diverse glasproducten en halffabricaten. Glasmachines gebruiken, afhankelijk van het product, de volgende onderdelen:
- Nekring

De nekring vormt het bovenste deel van een fles of bokaal vanaf het moment dat de glasdruppel in de voorvorm valt. De nekring moet voldoen aan de eisen voor het afsluiten van de fles. De bekendste zijn kroonkurk, wijnkurk, twist-off en ketchupflessluiting. De nekring wordt uit brons of gietijzer gemaakt. Het vlak dat met het glas in contact komt wordt meestal bedekt met een laag nikkel.
- Geleidering

De geleidering vormt de bovenste afronding van de fles. Dit is het deel waar je je lippen aan zet als je van een fles drinkt. Dit gedeelte moet uiteraard perfect gevormd zijn om luchtdicht afsluiten van de fles te waarborgen en zo bederf van het product in de fles te verhinderen. De geleidering wordt meestal uit gietijzer gemaakt met een nikkel deklaag. Kleine varianten worden soms volledig uit nikkel gemaakt, uitgaand van een nikkelen gietstuk, dat door middel van de verlorenwasmethode wordt gegoten.
- Glasdoorn

Met de glasdoorn wordt in de gloeiende glasdruppel een holte aangebracht. Deze holte is noodzakelijk om het glas te kunnen blazen. Doordat de glasdoorn in een gloeiende druppel glas wordt gedrukt, slijt deze relatief snel af. Daarom wordt deze meestal bekleed met een deklaag van wolframcarbide van ongeveer een halve millimeter dikte.
- Voorvorm

De voorvorm is een glasvorm waarmee de glasdruppel dusdanig wordt voorgevormd dat de bij het blazen in de navorm de wanddikte zo egaal mogelijk is. Een fles is namelijk zo sterk als haar zwakste plaats. Door de wanddikte zo nauwkeurig mogelijk te maken kan men optimaal glasblazen en zodoende het glasverbruik en dus ook flesgewicht minimaliseren. De voorvorm wordt gemaakt uit gietijzer.
- Voorvormbodem

De voorvormbodem sluit de voorvorm aan de bovenkant af nadat de glasdruppel in de voorvorm is gevallen. De voorvormbodem verhindert dat de glasdoorn bij de opgaande beweging de druppel weer uit de voorvorm duwt. De voorvormbodem wordt meestal gemaakt uit gietijzer, nikkel of een combinatie van beide.
- Trechter

De trechter staat boven op de voorvorm of zit erin verwerkt. De trechter dient om het laden van de glasdruppel te vergemakkelijken. De trechter wordt meestal uit gietijzer gemaakt.
- Navorm

In de navorm wordt de fles geblazen tot zijn definitieve vorm. De navorm wordt gemaakt uit gietijzer of brons. Om de takttijd te kunnen verkorten wordt de navorm meestal intensief met lucht gekoeld en wordt via een ingebouwd vacuümkanalensysteem de lucht aan de buitenkant van de fles weggezogen om het blazen te versnellen.  Elke navorm heeft een eigen nummer dat je op de fles terug kan vinden als een bolletjescode, of "dotcode" in vakjargon.  Alle flessen worden namelijk uitvoerig automatisch gecontroleerd na fabricage. Wanneer een defect wordt vastgesteld wordt de dotcode ingescand en de fles van de transportband geduwd. Hierdoor kan de bedienaar van de glasmachine actie nemen en de navorm laten repareren en/of vervangen door een reserve. Naast de dotcode vindt men ook altijd het logo van de glasfabriek terug en de inhoud van de fles op een bepaalde vulhoogte.
- Navormbodem

De navormbodem vormt de bodem van de fles. De bodem is gekarteld om er voor te zorgen dat wanneer de gloeiend hete fles op de transportband wordt gezet na het blazen, deze zo weinig mogelijk contact maakt met de relatief koude transportband. Te snelle afkoeling zou immers de fles doen barsten.  De bodem wordt uit gietijzer of brons gemaakt.
- Blaaskop

De blaaskop wordt boven op de navorm geplaatst om de fles te blazen.  De blaaskop wordt uit gietijzer vervaardigd.
- Distributieplaat

De distributieplaat zit onder de navorm en zorgt voor de verdeling van de koellucht naar de koelkanalen van de navorm en eventueel ook voorvorm. De distributieplaat wordt gemaakt uit staalplaat.
- Uitneemtang

De uitneemtang neemt de geblazen fles uit de navorm en plaatst de fles op de wachtplaat. Vanaf de wachtplaat wordt de fles op de transportband geduwd op het juiste moment. De uitneemtang is gemaakt uit een bronzen gietstuk met een koolstof inzetstuk.

## Locaties
Voor spiegelglas, zie: spiegel

### Nederland
Reeds vóór de 19e eeuw bestonden er in Nederland een aantal glasbedrijfjes, de zogenaamde glashutten.
De eerste echte glasfabriek in Nederland werd in 1834 opgericht door Petrus Regout in Maastricht. Deze fabriek, onderdeel van De Sphinx, fuseerde in 1925 met de glasfabriek Stella in dezelfde plaats en ging daarna verder als Kristalunie Maastricht.
De eerste fabriek voor industriële vensterglas werd in 1838 te Zwijndrecht opgericht door Samuël Eliazar Swerein en Jacobus Steffen. Het was de Nederlandsche Maatschappij tot vervaardiging van vensterglas. De productie begon in 1841 en omvatte vensterglas, gekleurd- en matglas, en glazen dakpannen. In 1846 werden pletovens gebouwd en er werkten toen 36 mensen.
Historische glasfabrieken zijn verder onder meer: de Koninklijke Nederlandsche Glasfabriek J.J.B.J. Bouvy, gesloten in 1926, Flesschenfabriek Delft, gesloten in 1971, en de Nieuw-Buiner Glasfabrieken, gesloten in 1967. Voorts waren er de Philips Glasfabrieken te Eindhoven waarvan de productie begin jaren 1960 naar Lommel werd overgebracht.
In Nederland bevinden zich tegenwoordig glasfabrieken voor verpakkingsglas in Leerdam en Maastricht, alle drie onderdeel van het Amerikaanse Owens-Illinois (voorheen Vereenigde Glasfabrieken), en in Moerdijk en Dongen, beide onderdeel van het Luxemburgse Ardagh. Zij hebben productielijnen voor geautomatiseerde aanmaak van glazen flessen, bokalen en drinkglazen. Voor verpakkingsglas heeft de glasfabriek een glasvormenset nodig, gemaakt volgens een ontwerp, bepaald door producenten van consumptieproducten.
In Nederland bevond zich de vlakglasfabriek Maasglas, eigendom van het Belgische concern AGC (AGC Hardglas) in Tiel. In 2009 werd bekendgemaakt dat de hardglasafdeling van deze fabriek, gespecialiseerd in veiligheidsglas, ging sluiten. De floatglasafdeling bleef echter open tot 2012.
Vroeger was er een vlakglasfabriek van Saint-Gobain in Sas van Gent, zie Glasfabriek Sas van Gent. Tegenwoordig verwerkt dit bedrijf vlakglas tot speciaalglas. Ook Scheuten in Venlo fabriceert speciaalglas uit vlakglas. Een fabriek voor glaswol is Isover te Etten-Leur. Holglasrecyclingbedrijven (Maltha) vindt men in Emmen en Heijningen.

### België
De geschiedenis van de glasindustrie in België gaat terug tot 1421, toen de eerste glashut in bedrijf kwam. In 1643 werd voor het eerst steenkool gebruikt om de glasovens te verhitten en ontwikkelde de glasindustrie zich naar de omgeving van Charleroi. Omstreeks 1800 begon de ontwikkeling naar grootschalige glasfabrieken. Noord-Nederland zou vanaf 1821 een belangrijk afzetgebied voor het hier geproduceerde vensterglas gaan vormen.
De meeste glasfabrieken werden in 1836 overgenomen door de Société Generale. Na 1886 trad een proces van concentratie in. In 1930 ontstond de Union des Verreries Mécaniques Belges (Univerbel) dat in 1961 fuseerde met Glaver en Gobb-Hocquemiller tot Glaverbel.
In België bevinden zich zeer veel glasfabrieken. De belangrijkste vlakglasfabriek staat in Moustier-sur-Sambre. Ze is opgericht door Glaverbel, tegenwoordig AGC Flat Glass Europe. De fabricage van glas voor lampen vindt plaats in de Lommelse buurtschap Balendijk. Een vlakglasrecyclingfabriek staat te Lommel.